# Ostra Skała

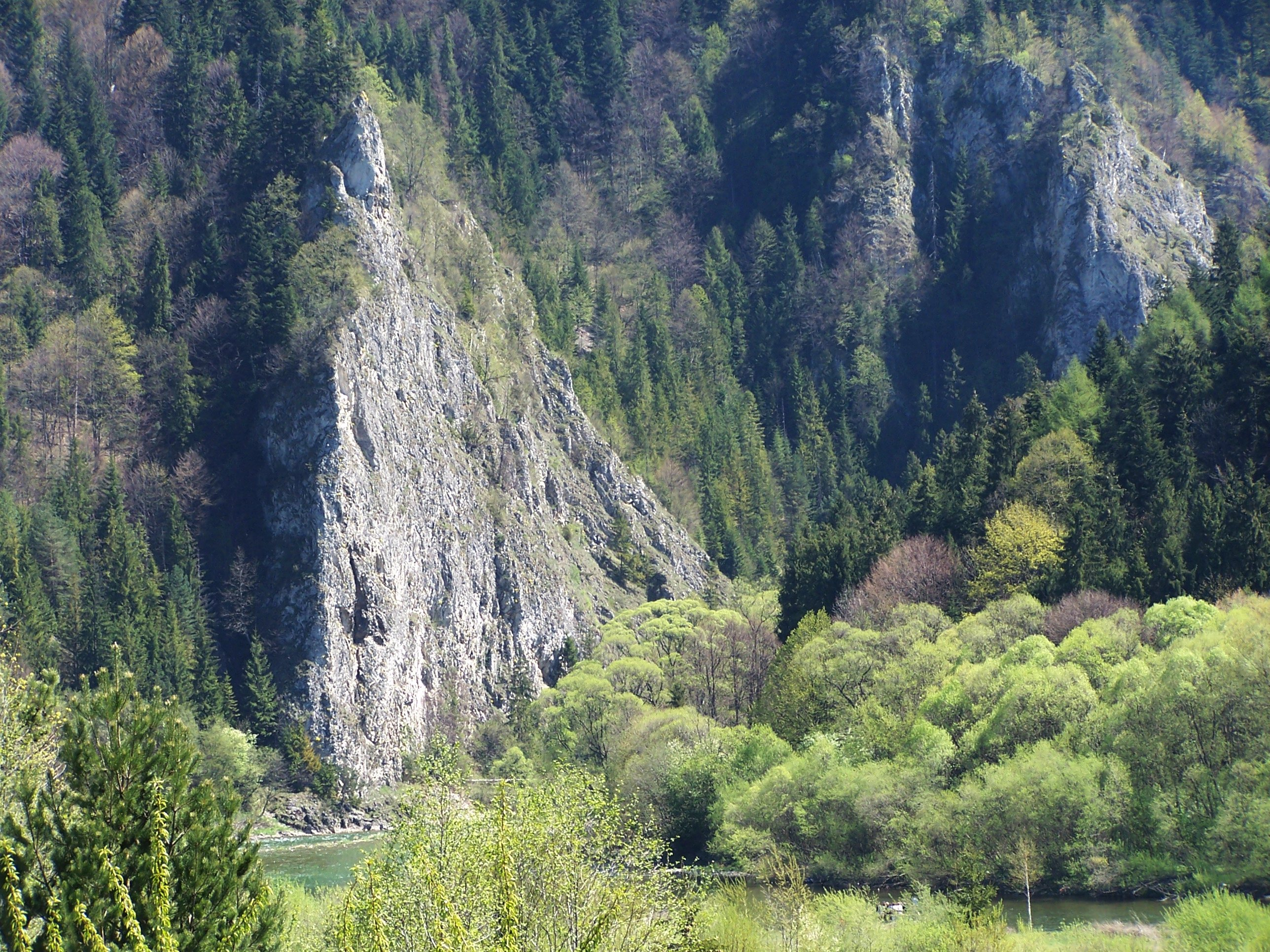
Ostra Skała i Grabczycha

Ostra Skała, Ostra Skałka – zbudowane z wapieni skalne żebro w masywie Łysiny w Pieninach, po lewej stronie Pienińskiego Przełomu. Przepływający pod nią potok Macelowy uchodzi tutaj do Dunajca. Jest to pierwsza skała przy tym przełomie, tuż za nią znajduje się Grabczycha Wyżnia. Dunajec robi w tym miejscu zakręt o 90° w prawo. Flisacy uważają to miejsce za jedno z trudniejszych podczas spływu tratwami. Ostra Skała wznosi się na wysokość około 600 m n.p.m., względna jej wysokość nad poziomem wody w Dunajcu wynosi 150 m. Ma ostry wierzchołek i stąd pochodzi jej nazwa. Bronisław Gustawicz w 1882 r. podał, że pod tą skałą znaleziono dzwony, które podczas wielkiej powodzi zostały zniesione z kościoła w Sromowcach Niżnych.
Ostra Skała znajduje się w Pienińskim Parku Narodowym w granicach wsi Sromowce Niżne w województwie małopolskim, w powiecie nowotarskim, w gminie CzorsztynPowyżej Ostrej Skały, pod szczytem Łysiny znajdują się skały Facimiech.

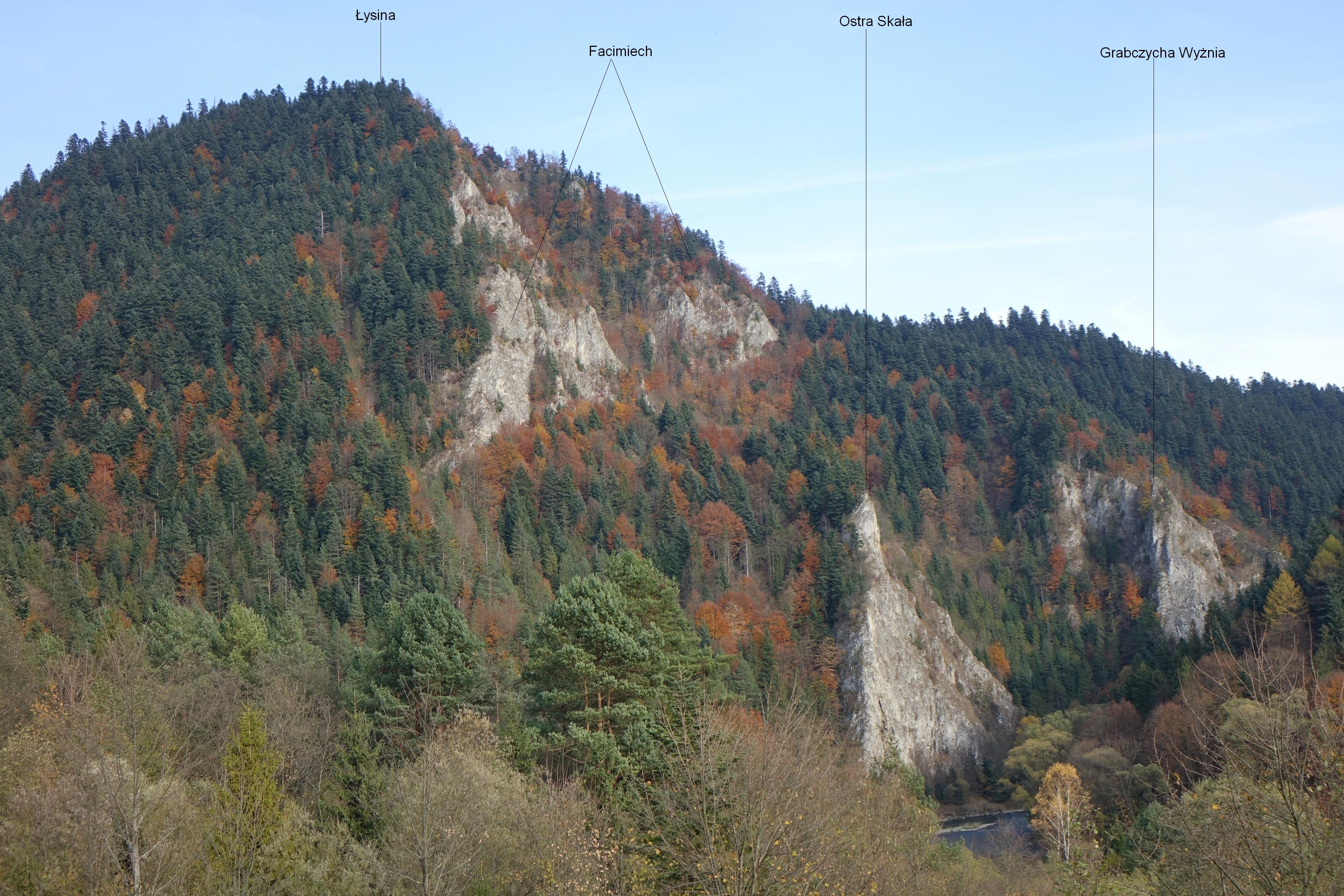